# Йозеф Менгеле
Йо́зеф Рудольф Ме́нгеле (нім. Josef Mengele, вимова [ˈjoːzɛf ˈmɛŋələ] ( прослухати); 16 березня 1911 – 7 лютого 1979) — офіцер Ваффен-СС та німецький лікар під час Другої світової війни, який проводив смертоносні експерименти над в’язнями концтабору Аушвіц II (Біркенау).
Доктор Менгеле особисто відбирав в'язнів і за час своєї роботи відправив понад 400 000 осіб у газові камери концтаборів. Частиною дослідів над ув'язненими були різноманітні генетичні експерименти, особливо це стосувалося близнюків (фігурує число в щонайменше 3000 загиблих). 17 січня 1945 року перевівся до табору Гросс-Розен, а через три тижні після звільнення Освенциму зник. У квітні 1949 року Менгеле, з допомогою нацистів, яким вдалося втекти до Південної Америки, переселився з Німеччини до Буенос-Айреса (Аргентина). Спроби знайти Менгеле, щоб віддати його під суд, не принесли успіху, хоча, за твердженнями Рафі Ейтан і Алекс Меллер, вони виявили лікаря в Буенос-Айресі під час операції з викрадення Адольфа Ейхмана, але захоплювати його було надто ризиковано. Як наслідок, Менгеле втік до Парагваю, а в 1960 році переїхав до Сан-Паулу (Бразилія), де знайшов притулок у сім'ї німців Вольфрама і Лізолетт Босерт (Wolfram, Lisolette Bossert).
У колі оточення Йозефа Менгеле називали Беппе (італ. Beppe, італійське пестливе від Джузеппе — Йозеф), але світу він відомий як «Ангел смерті з Освенціму». Помер у 1979 році під іменем Вольфганг Герхард, втопившись під час купання. 1985 року тіло було ексгумовано, дослідження та встановлення особи проводив судмедексперт університету Сан-Паулу Даніель Ромеро Муноз (Daniel Romero Munoz), а тест ДНК 1992 року остаточно підтвердив належність решток лікареві. Рідні, які залишилися в Німеччині, відмовилися забирати тіло, і воно зберігалося в морзі університету.
У 2016 році Муноз отримав дозвіл на дослідження скелету Менгеле студентами медичного факультету.

## Раннє життя і навчання
Йозеф Менгеле народився 1911 року в баварському місті Ґюнцбурґ старшим сином у заможній родині відомого підприємця Карла Менгеле. Він закінчив місцеву гімназію в 1930 році, після чого навчався в Мюнхенському університеті Людвига Максиміліана, у 1935 отримав PhD з антропології.  У 1937 році Йозеф Менгеле поступив в університет у Франкфурті, де зустрів генетика Оттмаpа Фрайгера фон Фершюра, який цікавився генетичними особливостями у близнюків.

## Звання СС
- Шутце СС (Травень 1938)
- Гауптшарфюрер резерву СС (1939)
- Унтерштурмфюрер СС (1 серпня 1940)
- Оберштурмфюрер СС (30 січня 1942)
- Гауптштурмфюрер СС (20 квітня 1943)

## Нагороди гауптштурмфюрера СС Менгеле[3]
- Залізний хрест 2-го класу (червень 1941)
- Залізний хрест 1-го класу (1942) — за порятунок двох німецьких солдатів з палаючого танку
- Хрест воєнних заслуг 2-го класу з мечами — за дії під час епідемії тифу в КТ Аушвіц
- Медаль «За зимову кампанію на Сході 1941/42»
- Нагрудний знак «За поранення» (чорний)
- Медаль «За турботу про німецький народ» — за медичне обслуговування поранених військовиків та цивільних на Східному фронті
- Німецька імперська відзнака за фізичну підготовку (DRL) у бронзі
- Почесний кут старих бійців
- Нарукавна нашивка 5-ї танкової дивізії СС «Вікінг»

## Галерея

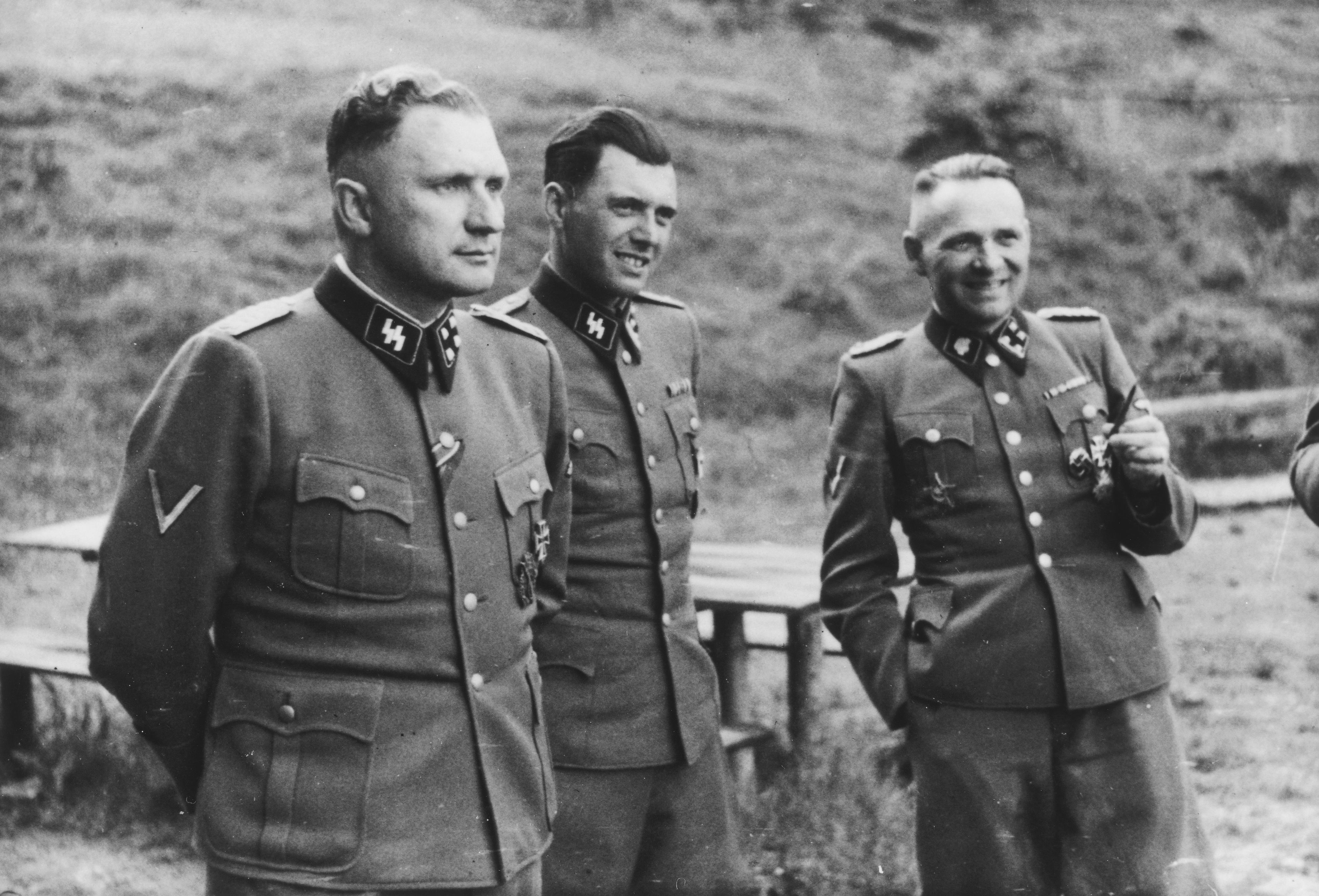
Зліва направо: Ріхард Бер, Йозеф Менгеле, Рудольф Гьосс (Аушвіц, 1944)
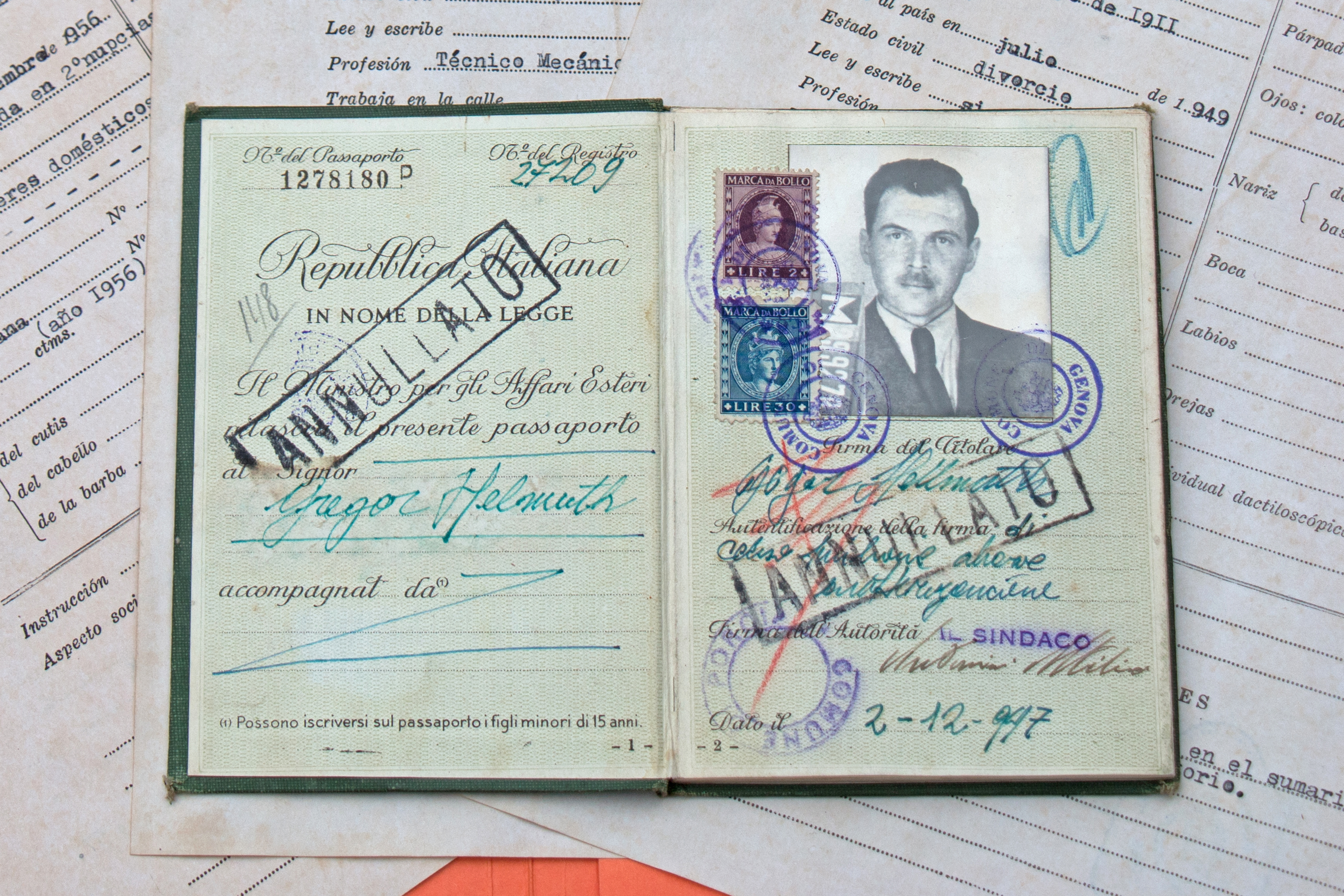
Італійський закордонний паспорт Менгеле